# 第一原理経路積分分子動力学法
第一原理経路積分分子動力学法（、英: First-principles path-integral molecular dynamics method）とは、経路積分手法と第一原理分子動力学法とを、融合（統合）した手法。
水素のような非常に軽い元素は、原子核（この場合はプロトン、つまり陽子のこと）自身が持つ量子効果を無視できない場合が出てくる。この量子効果を記述するために経路積分法を用いる。適用されるのは、水素のような軽元素以外に、固体内でのミューオンの挙動などを記述する場合にも用いられる。